# Gemasolar naperőmű
A Gemasolar naperőmű egy Spanyolországban 2012-ben felavatott naphőerőmű, amely különleges technológiájának köszönhetően felhős napokon és éjjel is képes energiatermelésre. A Sevilla és Córdoba között épített erőmű egy 140 méter magas toronyból  és 2000 darab, egyenként 120 m²-es tükörből áll.
A tükrök a toronyra irányítják a napfényt, így a Földre jutó napfény átlagos energiájának ezerszeresét meghaladó intenzitást koncentrálnak a toronyban elhelyezett, olvadt sókkal teli tartályokban, melyek az energia tárolására alkalmasak. Az 500 °C-nál magasabb hőmérsékletre hevülő sókból származó hő hőcserélőn keresztül vízgőzt állít elő, mely turbinák révén elektromos energiát termel.
Az erőmű teljesítménye 19,9 MW, energiatermelése évi 110 GWh, amely közel 30 000 háztartás teljes energiaigényét képes ellátni. Ha nem süt a Nap, az erőmű akkor is 15 órán át képes áramot termelni. Ez a megújuló energiaforrás 30 000 tonna szén-dioxid kibocsátást takarít meg.
A Gemasolar különlegessége, hogy a napközben benne felgyülemlő és a felhevült olvadt sókban eltárolt hőenergia igények szerint csapolható meg, lehetővé téve ezáltal a felhős nappali és az éjszakai energiatermelést.
A tárolásnak köszönhetően az erőmű 60%-kal nagyobb energiatermelésre képes, mint egy hasonló méretű, tárolás nélküli erőmű, mert évenként 6400 órányi működésre képes, szemben a „hagyományos” naperőművek 1200–2000 órányi működési idejével.